# 乙寶寺
- 乙寶寺
- 乙宝寺

乙寶寺（おっぽうじ）は、新潟県胎内市乙（きのと）にある真言宗智山派の寺院。猿供養寺、乙寺（きのとでら）とも呼ばれる。境内には国の重要文化財である三重塔や、大日堂（本堂）、本坊、方丈殿、六角堂、弁天堂、観音堂、地蔵堂が建つ。新潟県屈指の古寺で、釈迦の左眼を納めたと伝える舎利塔など、寺にまつわる伝説や逸話が多く残されている。宝物殿には多くの文化財を収蔵・展示している。

## 歴史
寺伝によれば、天平8年（736年）に聖武天皇の勅願により行基菩薩、婆羅門僧正らが北陸一帯の安穏を祈り開山したと伝えられる。婆羅門僧正が釈迦の左目を現在の六角堂のあたりに納めたとされる。寺の縁起によると右目は中国の甲寺に納めたことから、左目を納めた当寺の名前を乙寺（きのとでら）とし、後に「寶」の文字が付け加えられ「乙寶寺」になった。
また「今昔物語」や「古今著聞集」にみえる「写経猿」の説話にちなんで猿供養寺とも呼ばれる。
室町時代後期には、上杉氏が寺領300石を寄進し保護の手を加え、近世初期には、村上城（村上市）主村上義明の帰依が厚かった。重要文化財の三重塔は村上氏の寄進によるもので、観音堂前には村上家の墓があり寺と村上氏の関係が窺える。当時は塔頭寺院が数多くあり、明治時代以降はそれぞれの寺院が独立し、平成になってからでも残っている元塔頭寺院には地福院、宝常院、和光院がある。
かつての住職には、真言宗智山派第47代化主（管長）瑜伽教如僧正がおり、現代の真言宗智山派の声明の礎をつくった。

## 境内
- 仁王門（金剛力士像）

1745年に建立。
- 大日堂（本尊：金剛界大日如来、脇仏：阿弥陀如来、薬師如来）

乙宝寺の本堂であり、参道から仁王門を入って正面にある。祈祷、供養、納経や乙宝寺の各行事はここで行われている。以前は1744年に建立したが、1937年に焼失した。現在は1983年に再建されている。
- 宝物殿（大日堂地下）

釈迦の左目を納めた舎利塔や鎌倉時代の胎蔵界大日如来、猿が写経したという木片、村上氏が使っていた駕籠など寺にまつわるさまざまなものが展示されている。
- 六角堂（本尊：釈迦如来）

釈迦の左目を婆羅門僧正が納めた場所とされる「六角堂」が大日堂へ向かって左にある。
- 地蔵堂（本尊：地蔵菩薩）

大日堂に向かって右にあり、堂内には水子供養の塔婆や供物（子供用の菓子、ぬいぐるみなど）がある。
- 観音堂（本尊：如意輪観音）

地蔵堂の手前の石段を上がる。越後三十三観音霊場のひとつ。1803年に建立。
- 松尾芭蕉句碑

石段の脇には松尾芭蕉が奥の細道の途中で立ち寄ったときに詠んだ句「うらやまし浮世の北の山桜」の句碑がある。
- 三重塔（本尊：普賢菩薩）

参道から大日堂に向かって右手奥にあり、重要文化財に指定されている。年に一度地元の消防団によって消火訓練が行われ、万一の火災に備えている。
- 方丈殿（本尊：不動明王）

昭和に入って一度焼失したが、平成に入ってから再建された。建物は全国の宮大工を呼び寄せて室町時代の様式で作られた。現代の建築物にしては珍しい様式である。
- 弁天堂

山門の手前の右側の池の中に建つ萱葺き屋根の堂。1688年に建立。新潟県指定有形文化財。
- 本坊

方丈殿とともに焼失したが、方丈殿よりあとに再建された。
- 血の池（池）

地蔵堂の後ろに乙集落の墓地が広がっているがそこを真っ直ぐ道なりに進むと、辺りの明るさの具合によって真っ赤に見える沼「血の池」がある。
- 乙桜（きのとざくら）

大日堂の横には花が咲くと同時に葉が生い茂る珍しい「乙桜（きのとざくら）」がある。胎内市の天然記念物。
- 猿塚

今昔物語に収録される「写経猿」の説話に登場する猿を供養した塚が方丈殿の後方の藪の中にある。

## 文化財
重要文化財（国指定）
- 三重塔 - 元和5年（1619年）建立

新潟県指定文化財
- 弁天堂
- 乙宝寺縁起絵巻
- 玉幡
- 金銅製華鬘（けまん）

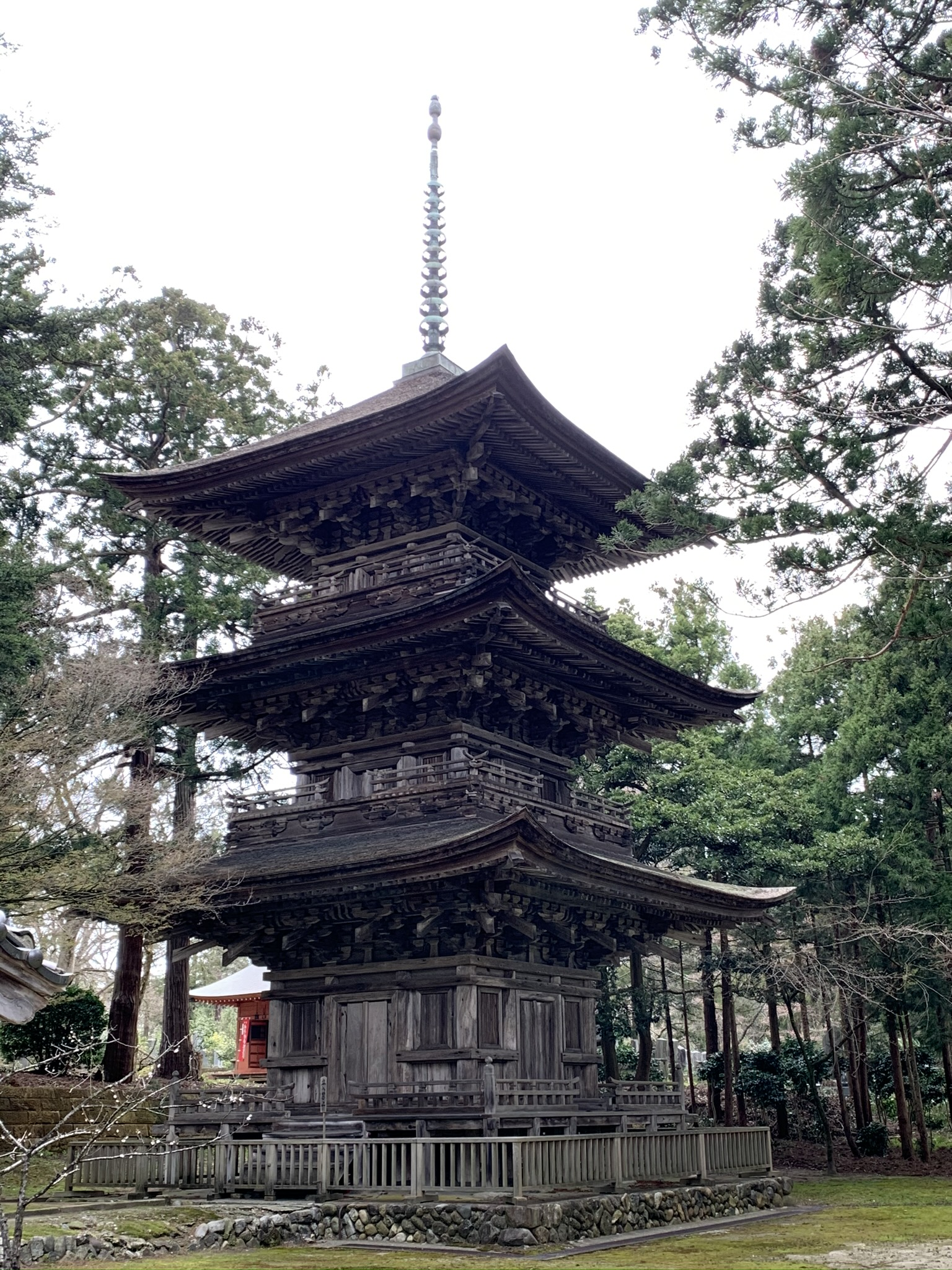
乙宝寺三重塔

ほかに旧国宝の木造大日如来坐像、木造阿弥陀如来坐像、木造薬師如来坐像があったが、昭和12年（1937年）に火災で焼失した。

## 弘法大師伝説
平安時代には、空海（弘法大師）が巡錫中に立ち寄った場所といわれており、空海が乙宝寺境内の地面を仏具の「独鈷杵」（とっこしょ）で突くと水が湧き出したという伝説がある。名前は独鈷で突いた水「独鈷水（どっこすい）」が次第に訛って「どっこん水」と呼ばれるようになり、その水は約1200年たった現代でも境内に豊富に湧き出ている。この水は飯豊連峰の伏流水で、胎内市乙周辺で広く水道水の代わりとして利用している。

## 交通アクセス
- JR東日本羽越本線
  - 平木田駅より車で約10分（最寄り駅）
  - 中条駅より胎内市デマンド交通「のれんす号」利用
  - 坂町駅より荒川道路経由で車で約10分
- 日本海東北自動車道-荒川胎内ICより約1分